# Górne (przystanek kolejowy)
Górne – nieczynny przystanek kolejowy w Górnem, w gminie Gołdap, w województwie warmińsko-mazurskim, w Polsce.